# Данные для восстановления
Информация (данные) для восстановления (Recovery Record) — необязательная избыточная информация, которая может использоваться для восстановления данных при их частичной порче.
Как самостоятельный русский термин, фраза вошла в обиход и зачастую упоминается в связи с программой WinRAR. В отличие от контрольных сумм бит чётности, CRC32, MD5 — информация для восстановления имеет большую длину — что позволяет в случае необходимости восстановить сопоставимый по размеру (или чуть меньше) блок данных. В перечисленных ниже  программах в качестве информации для восстановления применяется код Рида — Соломона.

## Программы, поддерживающие работу с информацией для восстановления
- WinRAR — архиватор, позволяющий добавлять в архивы данные для восстановления.
- FreeArc — другой архиватор с подобной функцией.
- ICE ECC — программа, создающая отдельные файлы с информацией для восстановления[1].
- Программы для создания файлов PAR2[англ.]: MultiPar, QuickPar[англ.] и другие.
- dvdisaster